# Sulfur d'estany(IV)

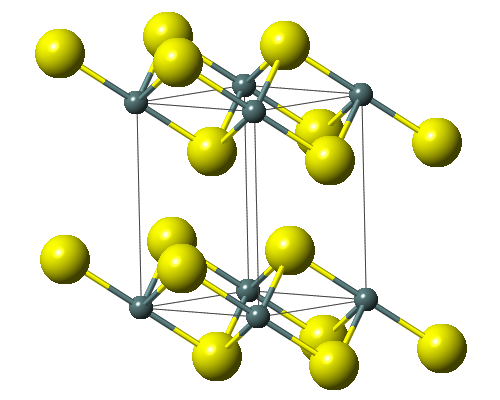
Estructura del bisulfur d'estany

El sulfur d'estany(IV) o disulfur d'estany, SnS₂, és un producte químic. En el seu estat cristal·lí està compost de fulletes daurades que brillen com l'or.
A Occident va arribar a l'edat mitjana, vers el segle xiv. A causa del seu aspecte daurat es va conèixer amb el nom llatí d'aurum musivum o aurum mosaicum. S'utilitzava principalment per escriure en lletres daurades o per il·luminar manuscrits. També s'ha utilitzat per donar color daurat a marcs en fusta o a objectes de guix.
S'utilitza des de temps molt antics com a ingredient de la medicina ayurvèdica amb el nom sànscrit de suvarnavanga.